# Región de Al Ain
La Región de Al Ain (en árabe: مِنْطَقَة ٱلْعَيْن, romanizado: Minṭaqat al-ʿAyn), conocida hasta 2017 como Región Oriental (en árabe: ٱلْمِنْطَقَة ٱلشَّرْقِيَّة, romanizado: Al-Minṭaqah ash-Sharqiyyah), es una de las tres regiones municipales en el Emirato de Abu Dhabi. Forma la parte sureste de los Emiratos Árabes Unidos. Su principal asentamiento es la ciudad de Al Ain, ubicada en la frontera del país con Omán, a unos 160 km de la ciudad de Abu Dhabi, la capital del Emirato y del país. Es una región bastante remota del Emirato, pero más pequeña por área, y no se sabe que tenga reservas de gas o petróleo, pero es de importancia agrícola.
La ciudad de Al Ain, parte de una región histórica que también incluye la ciudad adyacente omaní de Al-Buraimi, se caracteriza por sus fortalezas, oasis, aflāj (canales subterráneos de agua) y sitios arqueológicos como los de Hili y Rumailah. Los sitios fuera de la ciudad incluyen Jabal Hafit y el Fuerte Al-A'ankah. En 2023, la población de la región se estimó en 1.009.735 habitantes.

Aparte de la ciudad principal, hay numerosos asentamientos que se rigen por el ayuntamiento de la región, que es el municipio de Al Ain. La mayoría de ellos se estima que tienen poblaciones de no más de 10.000 habitantes. 